# Halyna Polywanowa
Halyna Anatolijiwna Polywanowa (ukrainisch Галина Анатоліївна Поливанова; russisch Галина Анатольевна Поливанова Galina Anatoljewna Poliwanowa; * 1. April 1929 in Krasnoje Selo; † 6. Dezember 2020 in Odessa) war eine sowjetisch-ukrainische Sopranistin und Musikpädagogin.

## Leben
Poliwanowa studierte am Odessaer Staatlichen Konservatorium Opern- und Konzertgesang und Musikpädagogik (Klasse Inna Raitschenko) mit Abschluss 1953. Auf den 6. Weltfestspielen der Jugend und Studenten 1957 in Moskau erhielt sie einen Jurypreis.
Poliwanowa debütierte 1953 als Cio-Cio-San in Puccinis Madama Butterfly. Ihr Repertoire umfasste 40 Partien. Sie trat in Kiew, Moskau, Minsk, Woronesch, Riga, Kischinew, Kasan und Leningrad auf. Wiederholt gastierte sie in Albanien, Afghanistan, Indien, Bulgarien, Polen, Deutschland, Spanien, Norwegen, der Schweiz, Frankreich und Finnland. Sie sang unter Jewgeni Fjodorowitsch Swetlanow, Wladimir Iwanowitsch Fedossejew, Jaroslaw Antonowitsch Woschtschak und Igor Wassiljewitsch Lazanitsch, die zu ihrer Ausbildung beitrugen.
1966 arbeitete Poliwanowa einige Zeit in der Tschetschenisch-Inguschischen Staatlichen Philharmonie in Grosny. 1976 wurde sie auf Einladung Olga Nikolajewna Blagowidowas Leiterin des Lehrstuhls für Sologesang des Odessaer Konservatoriums. Zu ihren Schülerinnen bzw. Schülern gehören Larissa Pawlowna Sujenko und Stanislaw Antonowitsch Kowalewski.

## Ehrungen
- Ehrenzeichen der Sowjetunion (1960)
- Volkskünstlerin der Ukrainischen SSR (1963)
- Verdienstorden der Ukraine III. Klasse (1999)[3]
- ukrainischer Orden der Fürstin Olga III. Klasse (2007), II. Klasse (2010), I. Klasse (2017)[4]
- Jubiläumsmedaille 20 Jahre Unabhängigkeit der Ukraine (2011)[5]